# Bois-Bernard
Bois-Bernard ist eine französische Gemeinde im Département Pas-de-Calais in der Region Hauts-de-France. Sie gehört zum Arrondissement Lens und zum Gemeindeverband Hénin-Carvin.

## Lage
Die Gemeinde Bois-Bernard liegt acht Kilometer südöstlich der Innenstadt von Lens und 14 Kilometer westlich von Douai. Nachbargemeinden von Bois-Bernard sind Drocourt in Nordosten, Izel-lès-Équerchin im Südosten, Neuvireuil im Süden, Fresnoy-en-Gohelle im Südwesten, Acheville im Westen sowie Rouvroy nim Nordwesten.

## Bevölkerungsentwicklung
| Jahr                       | 1962 | 1968 | 1975 | 1982 | 1990 | 1999 | 2006 | 2012 | 2022 |
| -------------------------- | ---- | ---- | ---- | ---- | ---- | ---- | ---- | ---- | ---- |
| Einwohner                  | 559  | 609  | 614  | 672  | 816  | 840  | 825  | 842  | 833  |
| Quellen: Cassini und INSEE |      |      |      |      |      |      |      |      |      |

## Sehenswürdigkeiten
- Kirche Notre-Dame-de-la-visitation

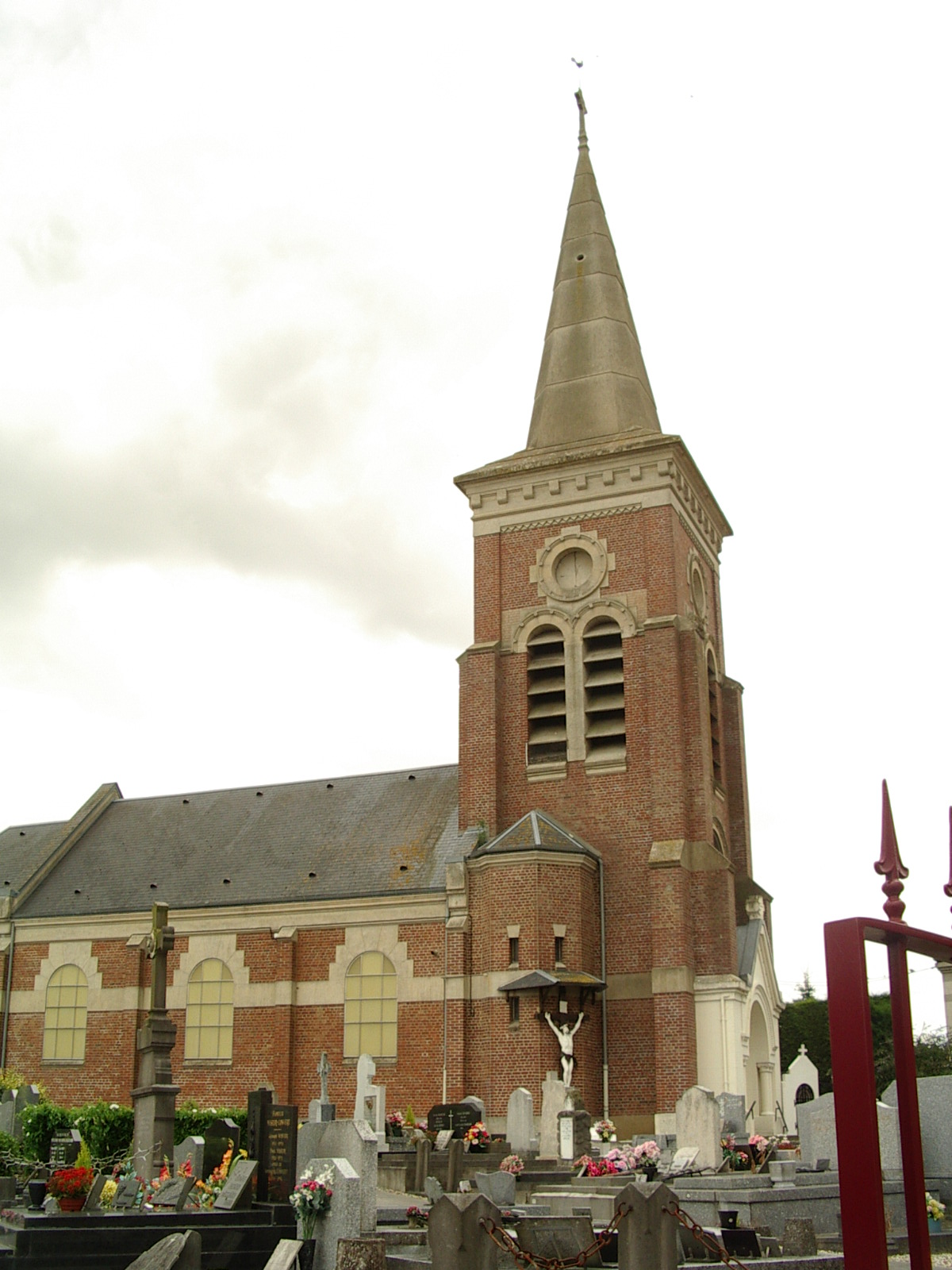
Kirche Notre-Dame-de-la-visitation

- Wasserturm